# Zoltán Bükszegi
Zoltán Bükszegi (ur. 16 grudnia 1975 w Budapeszcie) – węgierski piłkarz, występujący na pozycji napastnika w klubie piłkarskim Víkingur Gøta, najmłodszą na Wyspach Owczych drużyną w tym sporcie.

## Kariera klubowa
Swą klubową karierę Zoltán Bükszegi rozpoczynał w swym rodzinnym mieście, Budapeszcie, stolicy Węgier. Był to klub BVSC Budapest, który swe mecze rozgrywa dziś w drugiej lidze, jednak w 1991 roku, kiedy Bükszegi przyszedł do klubu, było inaczej, gdyż ten właśnie awansował do pierwszej ligi i w sezonie 1991/92 znalazł się na dziesiątym miejscu w tabeli. Następny rok był względem poprzedniego nieco gorszy – zespół zajął dwunaste miejsce w tabeli, jednak od dwóch następnych zespołów dzielił go tylko jeden punkt. Podczas tych dwóch pierwszych sezonów Bükszegi wystąpił tylko raz i nie zdobył żadnej bramki.
Sezon 1993/94 był podobny do poprzedniego – klub ponownie zdobył dwunaste miejsce, tym razem jednak osiągając tyle samo punktów, co dwa zespoły od niego lepsze. Wtedy też Bükszegi zaczął się częściej pojawiać na murawie i zdobył jedną bramkę, dla swego klubu. Później jednak nastąpiła dla klubu BVSC znacznie lepsza era – podczas sezonu 1994/95 zajął on szóste miejsce w tabeli, po raz pierwszy w swej pierwszoligowej obecności, osiągając pozytywny stosunek bramek oraz zwycięstw do porażek. Wtedy też, Bükszegi odnotował jeden ze swoich najlepszych sezonów dla tego klubu – zdobył dwanaście bramek i wystąpił w dwudziestu dziewięciu spotkaniach.
Kolejny sezon był jeszcze lepszy dla BVSC Budapest. Niesieni dobrymi wynikami, jego piłkarze wywalczyli drugie miejsce w tabeli, pozostając jedynie o pięć punktów za pierwszym Ferencvárosi TC. Zoltán Bükszegi ponownie był kluczowym zawodnikiem swego klubu, w dwudziestu ośmiu spotkaniach, zdobywając siedem goli. Zwycięstwo to dało jego klubowi możliwość gry w meczach Pucharze UEFA 1996/97, w których zagrał także Bükszegi i zdobył w nich jedną bramkę. Rozegrano tylko dwa mecze przeciwko walijskiemu Barry Town, które skończyły się rezultatem 3:1 i 1:3, więc o awansie do następnej rundy zadecydowały rzuty karne, przegrane przez BVSC Budapest.
Sezon tamten był początkiem końca świetności klubu Zoltána Bükszegi. Podczas rozgrywek 1996/97, zajął on ponownie szóste miejsce w tabeli, pozostając daleko za wyższymi zespołami, dotarł jednak do finału Pucharu Węgier, dzięki czemu uzyskał prawo do gry w rozgrywkach Pucharu Zdobywców Pucharów 1997/98. Po wygraniu z FC Balzers (Liechtenstein) 3:1 i 2:0, przegrali w kolejnej rundzie z Realem Betis po 0:2, odpadając z turnieju. Bükszegi zagrał w tym sezonie w trzydziestu dwóch meczach, zarówno pucharowych, jak i ligowych oraz międzynarodowych, i zdobył siedem bramek, z czego jedną w dziewięćdziesiątej minucie drugiego spotkania z FC Balzers.
Ostatni sezon Zoltána Bükszegi to sezon 1997/98, kiedy jego zespół ponownie spadł na dziesiąte miejsce w tabeli. Zawodnik ten zagrał w dwudziestu dziewięciu spotkaniach, zdobywając siedem bramek.
Na sezon 1998/99 piłkarz ten przeniósł się do innego klubu ze stolicy Węgier – Ferencvárosi TC, z którym już w czasie swego pierwszego sezonu, wywalczył drugie miejsce w tabeli, pozostając jednak daleko za pierwszym MTK Hungária. Klub grał też wtedy w rozgrywkach Pucharu UEFA 1998/99, gdzie w rundzie eliminacyjnej pokonał andorski CE Principat 6:0 i 8:1, by ulec w następnej wazie greckiemu AEK Ateny, po wygraniu pierwszego meczu 4:2, przegrywając w drugim 0:4. Bükszegi zagrał w dziewiętnastu spotkaniach i zdobył dziewięć bramek.
Bükszegi grał w Ferencvárosi TC do lipca 2000 roku. W sezonie 1999/2000, jego klub zajął piąte miejsce w tabeli, a w Pucharze UEFA 1999/00, po wygranej z mołdawskim Constructorul Kiszyniów (3:1 i 1:1), odpadł w rozgrywek, przegrywając z czeskim FK Teplice (1:3 i 1:1). Końca kolejnego sezonu Bükszegi nie doczekał. Rozegrał w sumie dwadzieścia sześć spotkań dla Ferencvárosi TC i zdobył dziewięć bramek.
Od połowy roku 2000 zawodnik ten rozgrywał mecze w kolejnym klubie z Budapesztu – MTK Hungária, który w sezonie 2000/01 zajął pierwsze miejsce w grupie B ekstraklasy węgierskiej, odpadłszy jednak w ćwierćfinale Pucharu Węgier. Klub grał też w rozgrywkach Pucharu UEFA 2000/01, gdzie przegrał w drugiej rundzie kwalifikacyjnej z francuskim FC Nantes (0:1 i 1:2). Podczas swego pierwszego sezonu Bükszegi zagrał w dwudziestu siedmiu spotkaniach i zdobył cztery bramki. Mimo to nie pozostał w klubie zbyt długo, w styczniu 2002 roku opuścił klub, rozegrawszy w sumie trzydzieści cztery spotkania, w których zdobył cztery bramki.
Następnie rozpoczął grę dla Vasas SC, zespołowi ponownie pochodzącemu z jego rodzinnego miasta, gdzie występował przez pół roku, do lipca. Zdobył tam pięć goli w dwunastu ligowych spotkaniach. Jego klub zakończył sezon 2001/02 na ostatnim miejscu w tabeli, przez co spadła do drugiej ligi. Zespół ten nie dostał się także do właściwej fazy Pucharu Węgier, nie rozgrywał także meczów w żadnym turnieju międzynarodowym.
Od połowy roku 2002 Bükszegi grał w zespole Dunaújváros FC, po raz pierwszy opuszczając swój rodzinny Budapeszt. Klub ten wtedy grał w pierwszej lidze Węgier, w przeciwieństwie do stanu obecnego, kiedy gra w lidze drugiej. Zajął wtedy dziesiąte miejsce, czyli tylko o jedną pozycję ponad drużynami, które spadają do niższej klasy rozgrywek. Bükszegi zagrał w dwudziestu pięciu meczach i zdobył dwie bramki, obie w przegranych meczach z Győri ETO FC oraz Kispest AC.
Kolejnym klubem Zoltána Bükszegi był Újpest FC, zawodnik ten wrócił więc do stolicy Węgier. Grał tam w okresie lipiec 2003 – czerwiec 2005, a więc dwa pełne sezony. Podczas pierwszego z nich, jego nowy klub zdobył piąte miejsce w tabeli, jedynie trzy punkty za wyższym klubem, a jego pucharowych zmagań nie można określić mianem sukcesu – przegrał w drugiej rundzie eliminacyjnej z drugoligowym Kaposvölgye VSC 1:2. Bükszegi wystąpił wtedy w dwudziestu jeden spotkaniach i zdobył cztery gole.
Kolejny sezon był dla tego zawodnika lepszy, w dwudziestu trzech meczach zdobył osiem bramek, a jego zespół zdobył czwarte miejsce w tabeli, a w Pucharze Węgier dotarł do czwartej rundy, gdzie uległ drugoligowemu Bodajk FC 0:2. Klub ten występował też wtedy w rozgrywkach Pucharu UEFA 2004/05, gdzie po zwycięstwach nad szwajcarskim Servette FC (3:1 i 2:0), odpadli po porażkach z niemieckim VfB Stuttgart (1:3 i 0:4). Zoltán Bükszegi zagrał w obu spotkaniach przeciwko klubowi z Niemiec.
W czerwcu 2005 roku zawodnik ten po raz pierwszy opuścił granice swego państwa, by podjąć grę w cypryjskim Nea Salamina z miasta Famagusta, który w sezonie 2005/06 zdobył szóste miejsce w pierwszoligowej tabeli swego kraju, pozostając jedynie od dwa punkty, za klubem następnym, a w Pucharze Cypru odpadli w ćwierćfinale, przegrywając drugi mecz 0:4 z APOELem Nikozja (pierwszy wygrali 2:1). Podczas tego sezonu Bükszegi zagrał w siedemnastu spotkaniach, zdobywając trzy gole.
Podczas kolejnego sezonu zagrał już tylko siedem spotkań w barwach cypryjskiego klubu, by przenieść się na krótko do Alki Larnaka z drugiej ligi, z którym uzyskał awans z drugiego miejsca do pierwszej ligi, jednak odpadł w pierwszej rundzie Pucharu Cypru, przegrywając 1:3 z trzecioligowym Adonis Idaliou. Zoltán Bükszegi w lipcu 2007 roku wrócił do węgierskiego Vasas Budapeszt, jednak do marca 2008 zagrał tam jedynie w trzech spotkaniach, nie zdobywszy bramki.
W tym okresie zawodnikiem tym zainteresował się nowo utworzony klub z Wysp Owczych, Víkingur Gøta, z którym Zoltán Bükszegi podpisał umowę w marcu 2008 roku, a więc na samym początku farerskiego sezonu. Rozegrał tam w sumie dwadzieścia sześć spotkań ligowych (w jednym nie wszedł z ławki rezerwowych), w których strzelił sześć goli, pierwszego już w spotkaniu z B68 Toftir, zakończonego rezultatem 4:1, na samym początku sezonu. Jego nowy zespół zajął piąte miejsce w tabeli, na dziesięć możliwych, z pozytywnym stosunkiem bramek. Zoltán Bükszegi zagra także w sezonie 2009 dla farerskiego zespołu.

## Kariera reprezentacyjna
Zoltán Bükszegi nie zagrał w wielu spotkaniach narodowej reprezentacji swego kraju. Wystąpił w dziewięciu spotkaniach kadry U-21, gdzie zdobył jedną bramkę, w latach 1996–1997, później zaś odnotował dwa występy dla kadry U-23. W 1995 grał także dla pierwszej reprezentacji Węgier, gdzie wystąpił w dwóch spotkaniach i pojechał na Letnie Igrzyska Olimpijskie 1996, ale jego zespół nie odniósł tam żadnego sukcesu.